# Serra dos Parecis
Serra dos Parecis é uma serra localizada no município de Guajará-Mirim, no estado de Rondônia.